# Sassetti

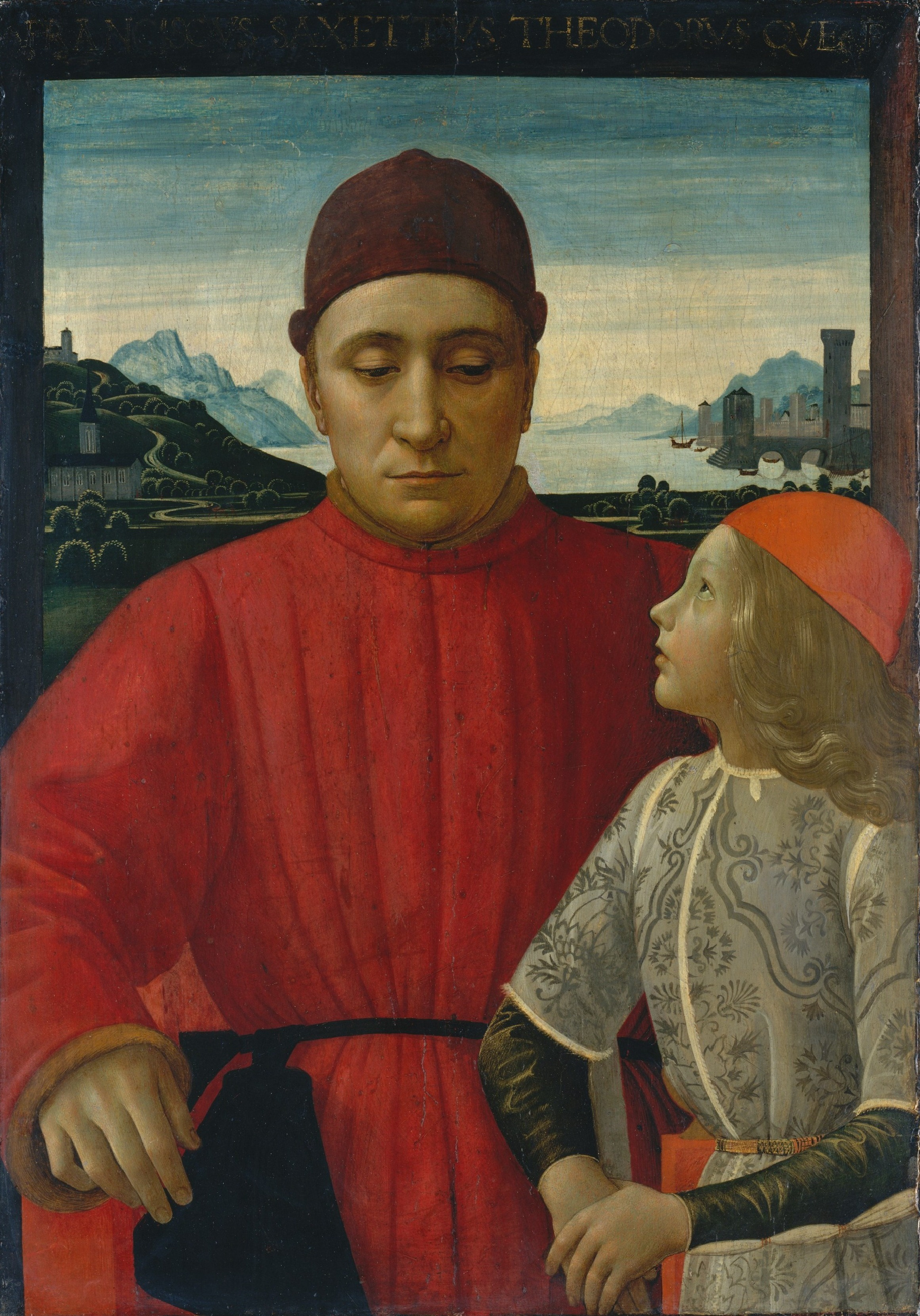
Domenico Ghirlandaio, Ritratto di Francesco Sassetti con il figlio Teodoro, Metropolitan Museum

I Sassetti sono stati una famiglia patrizia di Firenze.

## Storia familiare
L'origine della famiglia e del suo nome non sono noti. Alcuni storici, basandosi su uno scritto di Filippo Sassetti, lo fanno risalire al castello di Sassetta nella Maremma pisana, da dove la famiglia, proveniente dalla Sassonia, si sarebbero trasferita a Firenze: ma il Sassetti, che scriveva nell'evidente intento di nobilitare la sua famiglia, non produsse alcun documento, e d'altra parte quella dei Della Sassetta era una casata contemporanea ben distinta da quella dei Sassetti.
La famiglia, originariamente ghibellina, si arricchì con l'attività bancaria e il commercio durante il XIV secolo, quando costruirono il grande palazzo di famiglia, per poi diventare nel secolo successivo una delle famiglie chiave tra gli alleati dei Medici. Fu soprattutto con Francesco Sassetti, direttore degli interessi in Francia per il banco di Lorenzo il Magnifico, che la famiglia godette del maggiore splendore, testimoniato dalla commissione al Ghirlandaio del suo capolavoro, la Cappella Sassetti di Santa Trinita, dove Francesco, Lorenzo de' Medici ed altri dignitari fiorentini sono ritratti con acuto realismo (1475). La scelta della basilica vallombrosana era stata un ripiegamento dopo la negazione del permesso a far dipingere le storie di San Francesco (protettore appunto di "Francesco" Sassetti) nella basilica domenicana di Santa Maria Novella, nella cappella maggiore già patronata dalla sua famiglia e che fu poi ceduta a Giovanni Tornabuoni e affrescata sempre dal Ghirlandaio. A quell'epoca risale anche la costruzione del nucleo originale di villa La Pietra e di villa Sassetti.
Alcune scosse nell'economia europea e fiorentina fecero fallire alcune filiali controllate dal Sassetti, che vide la sua fortuna eclissarsi in favore di altri banchieri. Nel 1516 Carlo Sassetti ricevette comunque il titolo di conte palatino da papa Leone X, il figlio del Magnifico.
Nei secoli successivi la famiglia, senza subire un tracollo, si dedicò però ad altri campi di attività. Filippo Sassetti fu tra i primi europei a parlare il sanscrito e lasciò un vastissimo epistolario dei suoi viaggi in India, solo parzialmente pubblicato. Egli aveva iniziato a viaggiare in Portogallo per i Capponi, con esplicito incarico di Francesco I de' Medici, ed aveva finito per recarsi in India come importatore di pepe e spezie per i mercanti portoghesi. Morì a Goa.
Nel 1560 un ramo della famiglia si trasferì a Pisa e Livorno per seguire meglio gli scambi commerciali con la propria filiale di Marsiglia. Nel 1687 la famiglia in Pisa si trasferì dal quartiere di Kinzica in San Francesco dove si insediò nel palazzo Battaglia, ora palazzo Sassetti, ereditato per via materna. Il palazzo ha una facciata del Cinquecento ricavata dalla riuscita fusione di due antiche case torri medievali, ed è abitato ancora dai discendenti di quel ramo.